# Monoblastus montezuma
Monoblastus montezuma är en stekelart som först beskrevs av Cameron 1886.  Monoblastus montezuma ingår i släktet Monoblastus och familjen brokparasitsteklar. Inga underarter finns listade i Catalogue of Life.